# Jane Luu
Jane Luu (em vietnamita:  Lưu Lệ Hằng; Vietnã do Sul, julho de 1963) é uma astrônoma vietnamita radicada nos Estados Unidos.

## Asteroides codescobertos
- 10370 Hilónome
- 15760 Albion
- (15809) 1994 JS
- (15836) 1995 DA2
- (15874) 1996 TL66
- (15875) 1996 TP66
- (19308) 1996 TO66
- (20161) 1996 TR66
- (24952) 1997 QJ4
- (24978) 1998 HJ151
- (26375) 1999 DE9
- (33001) 1997 CU29
- 58534 Logos
- (59358) 1999 CL158
- (60608) 2000 EE173
- 66652 Borasisi
- (79360) 1997 CS29
- (79969) 1999 CP133
- (79978) 1999 CC158
- (79983) 1999 DF9

## Publicações selecionadas
- NASA Astrophysics Data System publication listing, Over 200 publications are listing
- Luu, Jane; D.C. Jewitt and C. Trujillo (2000). «Water ice in 2060 Chiron and its implications for Centaurs and Kuiper Belt objects». Astrophysical Journal. 531 (2): L151–L154. Bibcode:2000ApJ...531L.151L. PMID 10688775. arXiv:astro-ph/0002094. doi:10.1086/312536

- Luu, Jane; D.C. Jewitt (1998). «Deep Imaging of the Kuiper Belt with the Keck 10-Meter Telescope». Astrophysical Journal. 502: L91–L94. Bibcode:1998ApJ...502L..91L. doi:10.1086/311490

- Luu, Jane; B. Marsden, D.C. Jewitt, C. Trujillo, C. Hegenrother, J. Chen and W. Offutt (1997). «A New Dynamical Class of Object in the Outer Solar System». Nature. 387 (6633). 573 páginas. Bibcode:1997Natur.387..573L. doi:10.1038/42413

- Luu, Jane; D.C. Jewitt (1996). «Color Diversity among the Centaurs and Kuiper Belt Objects». Astronomical Journal. 112: 2310–2318. Bibcode:1996AJ....112.2310L. doi:10.1086/118184

- Luu, Jane; D.C. Jewitt (1992). «High Resolution Surface Brightness Profiles of Near-Earth Asteroids». Icarus. 97 (2): 276–287. Bibcode:1992Icar...97..276L. doi:10.1016/0019-1035(92)90134-S

- Luu, Jane (1991). «CCD Photometry and Spectroscopy of Outer Jovian Satellites». Astronomical Journal. 102: 1213–1225. Bibcode:1991AJ....102.1213L. doi:10.1086/115949

- Crystalline Ice on Kuiper Belt Object (50000) Quaoar (article co-written with David Jewitt, published in the December 9, 2004 issue of Nature)
- The Shape Distribution of Kuiper Belt Objects (paper co-written with Pedro Lacerda, June 2003)
- Comet Impact on McMaster (presentation summary, November 2001)
- Accretion in the Early Kuiper Belt I. Coagulation and Velocity Evolution (paper co-written with Scott J. Kenyon, published in May 1998 Astronomical Journal)
- Optical and Infrared Reflectance Spectrum of Kuiper Belt Object 1996 TL66 (paper co-written with D.C. Jewitt, January 1998)